# Nitokra sewelli
Nitokra sewelli is een eenoogkreeftjessoort uit de familie van de Ameiridae. De wetenschappelijke naam van de soort is voor het eerst geldig gepubliceerd in 1927 door Gurney.